# Rito armeno

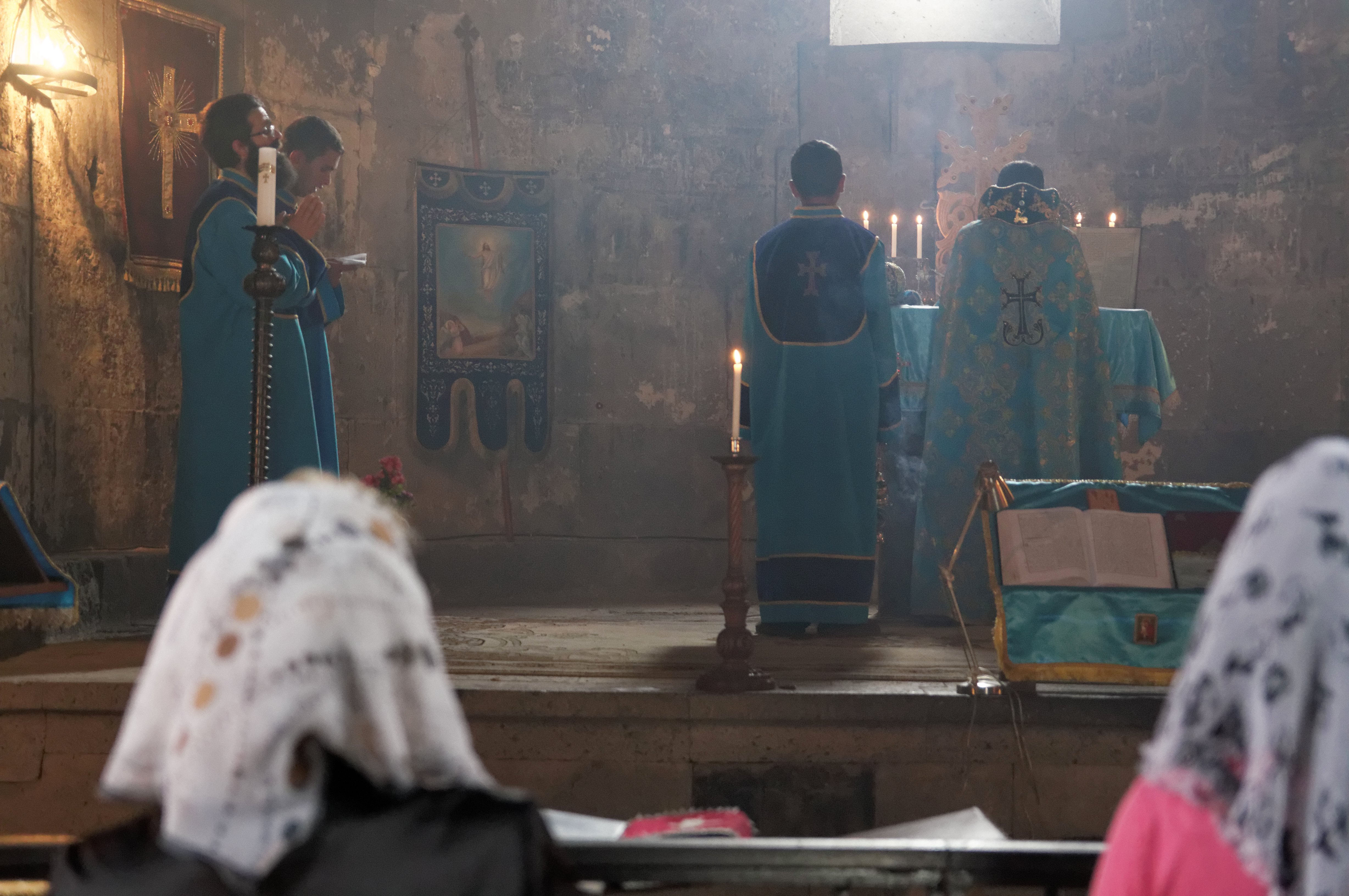
Rito armeno

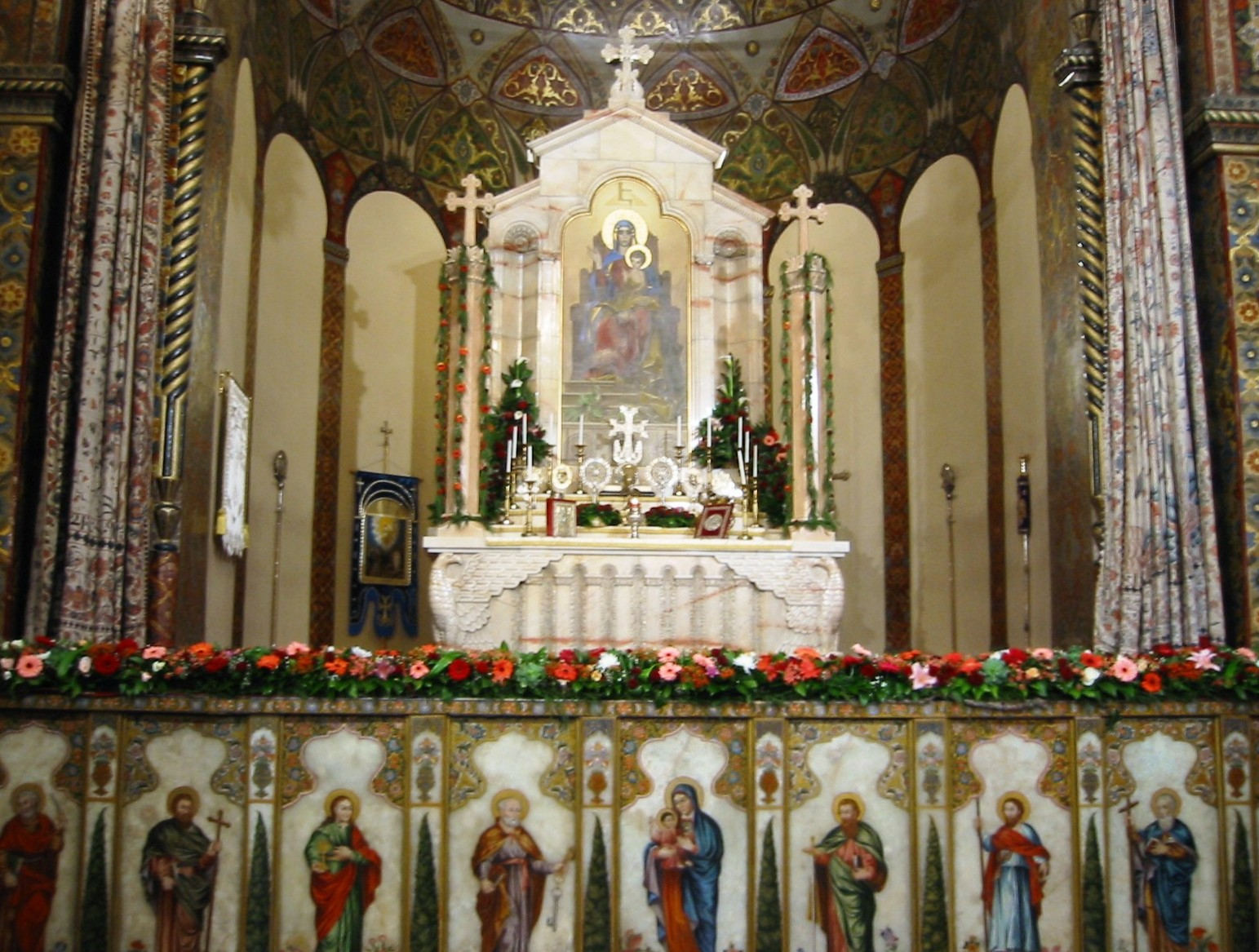
Altare armeno con iconostasi e cortine, Echmiadzin, Armenia.

Rito armeno è la denominazione del rito liturgico nato e sviluppatosi in Armenia e diffuso poi successivamente, soprattutto in seguito alla diaspora del popolo armeno, in tutto il mondo cristiano.
Il rito è in uso nella Chiesa apostolica armena e nella Chiesa armeno-cattolica.
In Italia la più numerosa comunità cattolica di rito armeno è quella del Monastero di San Lazzaro degli Armeni a Venezia.

## Alcune particolarità del rito
La celebrazione liturgica del rito armeno in uso presso la Chiesa armeno-cattolica è piuttosto simile al rito romano e al rito bizantino.
Il celebrante è assistito da un diacono, il cui ruolo è all'incirca simile a quello del diacono nel rito bizantino.
All'inizio della celebrazione è prevista la recita del salmo 42, analogamente a quanto avviene nella forma extraordinaria del Rito romano. Qui è recitata a versetti alternati tra il celebrante e il diacono.
Le orazioni del diacono, cui il popolo risponde "Dio, abbi pietà di noi", sono simili a quelle del rito bizantino.
Sono previste due letture bibliche oltre al Vangelo.
Il bacio della pace avviene invece prima della consacrazione (similmente a quanto avviene nel Rito ambrosiano, in cui lo scambio della pace avviene prima dell'offertorio).
La preghiera eucaristica è fissa (come nella forma extraordinaria del Rito romano), l'epiclesi segue la consacrazione.
Prima della benedizione finale, è recitata una "preghiera universale".
Al termine della celebrazione, ma solo nelle solennità, si recita una preghiera per il papa.

## Libri liturgici
- Maštoc', analogo all'Euchologion del rito bizantino e al Sacramentarium del rito romano, da cui deriva il Messale
- Žamagirk', analogo al Breviario del rito romano o all'Horologion del rito bizantino
- Šaraknoc', analogo all'Hymnarium del rito romano o al Tropologion del rito bizantino